# نظرية الزمر

استخدم اللغز الشهير مكعب روبيك الذي اخترعه إرنو روبيك في عام 1974 كتوضيح لزمر التبديلات. انظر زمرة مكعب روبيك.

من أجل التطرق إلى نظرية الزمر في العلوم الاجتماعية، انظر إلى مجموعة اجتماعية.
في الجبر المجرد، نظرية الزُمَر (بالإنجليزية: Group Theory)‏ تدرس الهياكل الجبرية المعروفة باسم الزمر. يعتبر مفهوم الزمرة أساسيًا في الجبر المجرد: يمكن اعتبار الهياكل الجبرية الأخرى المعروفة، مثل الحلقات والحقول والفضاءات الاتجاهية، على أنها زمر تتمتع بعمليات ومسلمات إضافية. تتكرر الزمر خلال الرياضيات، وقد أثرت أساليب نظرية الزمر على أجزاء كثيرة من الجبر. الزمر الجبرية الخطية وزمر لي هما فرعان من فروع نظرية الزمر التي شهدت تطورات وأصبحت مجالات متخصصة في حد ذاتها.
يمكن تشكيل أنظمة فيزيائية مختلفة، مثل البلورات وذرة الهيدروجين، وثلاثة من أربع قوى أساسية معروفة في الكون، بواسطة زمر التناظر. وبالتالي فإن نظرية الزمر ونظرية التمثيل وثيقة الصلة لها العديد من التطبيقات المهمة في الفيزياء والكيمياء وعلوم المواد. تعتبر نظرية الزمر أيضًا مركزية لتشفير المفتاح العام.
يعود التاريخ المبكر لنظرية الزمر إلى القرن التاسع عشر. كان أحد أهم الإنجازات الرياضية في القرن العشرين هو الجهد التعاوني، الذي احتل أكثر من 10000 صفحة في المجلات ونشر معظمها بين عامي 1960 و2004، والتي توجت بتصنيف كامل للزمر البسيطة المنتهية.

## التاريخ
لنظرية الزمر ثلاثة جذور تاريخية هي: نظرية الأعداد ونظرية المعادلات الجبرية والهندسة الرياضية. ابتُدأ الفرع الآتي من نظرية الأعداد من طرف ليونهارد أويلر وطوره غاوس في عمله حول الحسابيات النمطية والزمر المجموعية والجداءية المتعلقة بالحقول التربيعية. النتائج الأولى حول زمر التبديلات حصل عليها كل من جوزيف لوي لاغرانج وباولو روفيني ونيلس هنريك أبيل، خلال محاولتهم حلحلة المعادلات الحدودية من درجات عالية.
أبدع إيفاريست غالوا مصطلح Group (زمرة) وأنشأ رابطا، معروف حاليا باسم نظرية غالوا، بين نظرية الزمر حديثة الولادة من جهة، ونظرية الحقول من جهة أخرى.
في الهندسة الرياضية، صارت الزمر مهمة في الهندسة الإسقاطية وفيما بعد في الهندسة غير الإقليدية. زعم فيليكس كلاين في عمل له يسمى برنامج إرلنغن نشره عام 1872، أن " نظرية الزمر هي المبدأ المنظِم للهندسة الرياضية ".
إيفاريست غالوا، في ثلاثينات القرن التاسع عشر هو أول من استعمل الزمر من أجل تحديد قابلية حلحلة المعادلات الحدودية من عدمه.

## الأصناف الأساسية للزمر
انظر إلى زمرة مصفوفات وإلى تمثيل الزمر.

### زمر التبديلات
أول صنف من الزمر دُرس هو زمر التبديلات. لتكن X مجموعة ما، ولتكن G مجموعة من التقابلات من X إلى X (والمعروفة باسم تبديلات)، منغلقةً تحت عمليتي التركيب والعكس. G زمرة والعملية المعرِفة لها هي عملية تركيب التبديلات.
إذا كانت X تحوي n عنصرا وكانت G تتكون من جميع تبديلات X الممكنة، فإن G تسمى زمرة متماثلة. يُرمز إليها حينئذ Sn.
انظر إلى زمرة متناوبة.

### زمر المصفوفات
الصنف الذي يأتي ثانيا من حيث الأهمية هو زمرة المصفوفات، أو ما يعرف بالزمر الخطية. لتكن G مجموعة من المصفوفات القابلة للعكس.
انظر إلى زمرة تبديلات

## فروع نظرية الزمر

### نظرية الزمر المنتهية
انظر إلى تصنيف الزمر المنتهية البسيطة.

### نظرية لاي
زمرة لاي هي زمرة تكون في نفس الوقت متعدد شُعبٍ قابل للتفاضل.

## تطبيقات نظرية الزمر
تطبيقات نظرية الزمر كثيرة، فأغلب البُنى التي يتطرق إليها الجبر التجريدي هي حالات خاصة من الزمر. الحلقات على سبيل المثال، يمكن أن ينظر إليها على أنها زمر أبيلية (بقانون الجمع) إضافة إلى عملية ثانية تتمثل في الضرب أو الجداء.

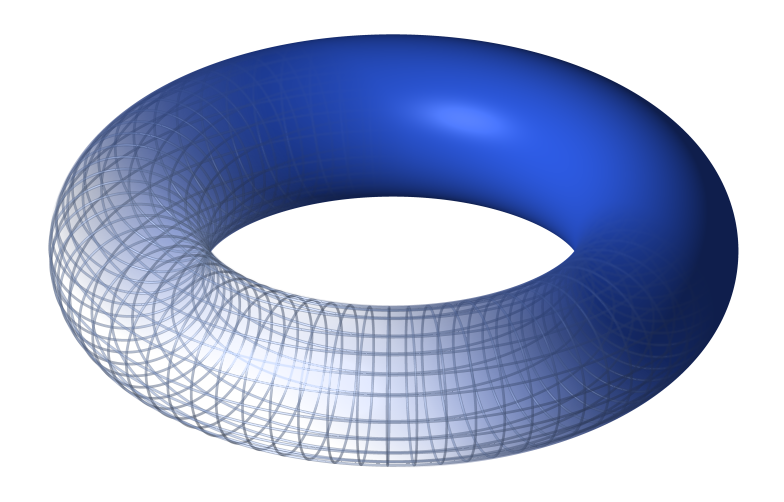
A torus. Its abelian group structure is induced from the map C → C/Z+τZ, where τ is a parameter.

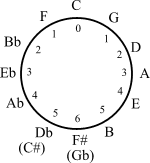
The circle of fifths may be endowed with a cyclic group structure

### نظرية الأعداد الجبرية
تستعمل نظرية الأعداد الجبرية نظرية الزمر من أجل الحصول على تطبيقات مهمة. على سبيل المثال، جداء أويلر
{\displaystyle {\begin{aligned}\sum _{n\geq 1}{\frac {1}{n^{s}}}&=\prod _{p{\text{ prime}}}{\frac {1}{1-p^{-s}}},\\\end{aligned}}\!}
تدل على المبرهنة الأساسية في الحسابيات والتي تنص على أن كل عدد صحيح طبيعي يمكن أن يكتب جداءً لأعداد أولية. فشل هذا النص على حلقات أكثر عمومية أدى إلى تعريف مفهومي زمر الصنف والأعداد الأولية النظامية. استعمل إرنشت كومر هذين المفهومين أثناء تطرقه إلى مبرهنة فيرما الأخيرة.

### علم التعمية

الزمرة الدائرية Z_{26} تكمن وراء شفرة قيصر.

## نظرية الزمر الأولية
يمكن تعريف زمرة (G،*) :
G هي مجموعة و* عملية ثنائية تجميعية على G، تخضع للقواعد التالية (أو ما يدعى بدهيات):
1. (G،*) تملك انغلاقا، يعني أنه إذا كان a وb ضِمْنَ G فإن a*b يكون ضمن G أيضا
2. العملية * تجميعية، يعني أنه إذا كان a و b و c عناصر من G فإن (a*b)*c=a*(b*c).
3. G تحتوي على عنصر محايد، يرمز له غالبا ب e، يعني أنه مهما يكن a عنصر من G فإن: e*a=a*e=a.
4. كل عنصر من الزمرة (G,*) له عنصر معاكس، إذا كان a عنصر من G، فإنه يوجد عنصر b ضمن G بحيث يحقق: a*b=b*a=e.
نستنتج البدهيتين 1 و 2 تلقائياً من تعريف العملية الثنائية التجميعية لذلك يمكن إهمالهما.
ويتحقق مبدأ الحذف للزمرة (G,*) من جهة اليمين واليسار أي :
a*b=a*c
b=c هذا من جهة اليسار
b*a=c*a
b=c هذا من جهة اليمين
وكذلك المعادلة الخطية من الدرجة الأولى إذا كان كل من a و b ينتميان إلى G فإن a*x=b
y*a=b
لها حل وحيد في G
ويمكن القول أن الزمرة G تبادلية إذا كانت العملية الثنائية المعرفة عليها * تبادلية، عند إذ يطلق على الزمرة زمرة أبيلية (تبادلية): نسبة للعالم الذي اكتشفها.
في الزمرة G يوجد عنصر محايد وحيد e وكذلك معكوس وحيد a يحققان العلاقات التالية: e*x=x*e=x و a*x=x*a=e

## مجموع مباشر للزمر
في نظرية الزمر، نقول عن الزمرة G أنها مجموع مباشر لمجموعة من الزمر الجزئية {Hi}:
إذا تحقق:
- جميع الزمر Hi هي زمر جزئية طبيعية من G.
- كل زوج من الزمر الجزئية لهما تقاطع ضئيل.
- {G = Hi} أي أن G تتشكل عن طريق جمع كافة الزمر الجزئية.